# Franz Möllers
Franz Dieter Möllers (14 december 1944) was een Duits voetballer die als aanvaller speelde.
Möllers was afkomstig uit Gronau en kwam op 17-jarige leeftijd bij Sportclub Enschede dat in 1965 samen met Enschedese Boys verderging als FC Twente. Hij debuteerde op 3 mei 1965 in de laatste wedstrijd voor de fusie voor SC Enschede in de met 2–1 gewonnen uitwedstrijd bij AFC Ajax. Voor FC Twente kwam hij in het seizoen 1965/66 niet in actie. In 1966 ging hij naar De Graafschap en verliet die club in 1970.

## Carrièrestatistieken
| Seizoen         | Club               | Land            | Competitie      | Competitie | Competitie | Beker | Beker | Internationaal | Internationaal | Overig | Overig | Totaal | Totaal |
| Seizoen         | Club               | Land            | Competitie      | Wed.       | Dlp.       | Wed.  | Dlp.  | Wed.           | Dlp.           | Wed.   | Dlp.   | Wed.   | Dlp.   |
| --------------- | ------------------ | --------------- | --------------- | ---------- | ---------- | ----- | ----- | -------------- | -------------- | ------ | ------ | ------ | ------ |
| 1962/63         | Sportclub Enschede | Nederland       | Eredivisie      | –          | –          | –     | 0     | 0              | 0              | 0      | 0      | –      | –      |
| 1963/64         | Sportclub Enschede | Nederland       | Eredivisie      | –          | –          | –     | 0     | 0              | 0              | 0      | 0      | –      | –      |
| 1964/65         | Sportclub Enschede | Nederland       | Eredivisie      | –          | –          | –     | 0     | 0              | 0              | 0      | 0      | –      | –      |
| 1965/66         | FC Twente          | Nederland       | Eredivisie      | –          | –          | –     | 0     | 0              | 0              | 0      | 0      | –      | –      |
| 1966/67         | De Graafschap      | Nederland       | Eerste divisie  | –          | –          | –     | –     | 0              | 0              | 0      | 0      | –      | –      |
| 1967/68         | De Graafschap      | Nederland       | Tweede divisie  | –          | 18         | –     | 3     | 0              | 0              | 0      | 0      | –      | 21     |
| 1968/69         | De Graafschap      | Nederland       | Tweede divisie  | –          | 9          | 1     | 1     | 0              | 0              | 0      | 0      | –      | 10     |
| 1969/70         | De Graafschap      | Nederland       | Eerste divisie  | –          | –          | –     | 1     | 0              | 0              | 0      | 0      | –      | –      |
| Carrière totaal | Carrière totaal    | Carrière totaal | Carrière totaal | –          | –          | –     | 5     | 0              | 0              | 0      | 0      | –      | –      |

## Erelijst
De Graafschap
| Nationaal      |    |         |
| Tweede divisie | 1x | 1968/69 |